# Lotta di Popolo
L'Organizzazione Lotta di Popolo (OLP) fu un gruppo politico neofascista sorto in Italia nel 1969. Il manifesto programmatico, che dichiarava di voler fondere gli ideali del neofascismo con alcuni dei temi della sinistra, fu creato da esponenti di altre organizzazioni di estrema destra: Stefano Delle Chiaie, Paolo Signorelli, Fabio De Felice, Enzo Maria Dantini e Clemente Graziani. Cessò di esistere nel 1973.

## Storia
Il 1º maggio 1969, nella casa dello studente di via Cesare de Lollis a Roma, si costituì con un convegno nazionale, l'Organizzazione Lotta di Popolo. Tra i promotori Enzo Maria Dantini e Ugo Gaudenzi (già esponenti di Primula Goliardica), Serafino Di Luia (già Avanguardia Nazionale) e Ugo Cascella. Nacque come movimento extraparlamentare, raccogliendo l'eredità della sezione italiana di Jeune Europe e di gruppi studenteschi quali Primula Goliardica (che faceva a sua volta riferimento all'Unione Democratica per la Nuova Repubblica di Randolfo Pacciardi), il Movimento Studentesco Operaio d'Avanguardia, e il FUAN-Caravella. Si distinse nettamente da altri gruppi coevi per le posizioni originali, definite poi nazimaoiste.
Anticipando in parte alcune tendenze della destra eversiva dei tardi anni settanta, Lotta di Popolo assunse posizioni ideologiche eclettiche nel tentativo di allargare il proprio bacino di influenza, arrivando a cooptare alcuni temi cari alla sinistra. L'organizzazione rivendicava la continuità rispetto alla partecipazione agli scontri di Valle Giulia di alcuni militanti di estrema destra insieme al movimento studentesco e ai militanti di sinistra contro la polizia. Il tentativo di Lotta di Popolo fu quello di cavalcare le lotte studentesche abbandonando l'impostazione nostalgica del MSI e sfruttando la critica sviluppata dal movimento studentesco contro l'indirizzo riformista del PCI.
Con i suoi volantini attaccava la divisione in blocchi del mondo sancita a Jalta e il trattato di non proliferazione nucleare voluto da USA e Unione Sovietica, che venivano letti come tentativi per impedire l'emancipazione degli Stati europei. Sosteneva inoltre che "antifascismo e anticomunismo sono false contrapposizioni create dal sistema per incanalare le forze rivoluzionarie" e rilanciava l'unità del popolo italiano "al di fuori e contro le istituzioni" per liberarsi "dall'oppressione politica, economica e culturale dell'imperialismo russo-statunitense dei suoi alleati, Vaticano e sionismo internazionale."
Nel corso del tempo cercò riferimento nella Rivoluzione culturale cinese, protestò contro la guerra del Vietnam, oscillò su posizioni anarcoidi e portò avanti la critica nazionalista verso i movimenti di sinistra, sostenendo che il comunismo si era consolidato in Unione Sovietica soltanto grazie alla russificazione di Stalin che, superata l'opposizione di Trockij, fece appello agli istinti nazionali del popolo russo.
Lotta di Popolo svolse in sostanza il ruolo di una "camera di compensazione" tra i due principali gruppi della destra eversiva del periodo, Ordine Nuovo e Avanguardia Nazionale, e unendo al suo interno i principali esponenti delle due formazioni ne favoriva il coordinamento. Il gruppo si sciolse nel 1973, contemporaneamente allo scioglimento forzato di Ordine Nuovo e alla crisi di Avanguardia Nazionale.

### Lotta Popolare
Un'altra organizzazione di estrema destra era nota come Lotta Popolare (LP). Fu fondata verso la  fine del 1974 a Roma da Luigi D'Addio (segretario della sezione prenestina dell'MSI) e Paolo Sgrò (segretario di Portonaccio) come corrente interna al Movimento Sociale. In seguito, tra gli aderenti vi fu anche Paolo Signorelli. I militanti organizzavano manifestazioni a favore dell'occupazione di case sfitte e contro l'aumento del costo della vita, con l'obiettivo di espandersi nei quartieri popolari della capitale. Il movimento ottenne il supporto del Fronte della Gioventù guidato da Teodoro Buontempo. Insieme ad Alberto Guida e Romolo Sabatini, Signorelli tentò di trasformare Lotta Popolare in una corrente di opposizione interna all'MSI, considerato troppo moderato. Tra gli aderenti vi fu il giovane militante del Fronte della Gioventù (FdG) Mario Zicchieri, assassinato il 29 ottobre 1975 da terroristi di Lotta Armata per il Comunismo. Poco dopo la morte di Zicchieri, tutti i leader di Lotta Popolare (eccetto Buontempo) furono espulsi dall'MSI e il gruppo si dissolse.
Signorelli, Guida e Sabatini fondarono nel maggio 1976 il Movimento politico Lotta Popolare, con sedi nel Lazio, in Liguria, a Trieste e in Sicilia (Catania e Palermo). A Roma il movimento aprì una radio privata, Radio Contro, con il supporto di Radio Radicale. Il gruppo si sciolse alla fine del 1976. Alcuni dirigenti aderirono a Costruiamo l'azione.

## Riferimenti ideologici
Il riferimento ideale più immediato è quello al nazional-comunitarismo di Jean Thiriart anche se molte prese di posizione si spingevano oltre. Lotta di Popolo rifiutava esplicitamente le ideologie, definite strumenti in mano a chi vuole il popolo diviso e contrapposto, ma utilizzava sia il pensiero dei rivoluzionari di sinistra, come Mao Zedong, che di personaggi di estrema destra, accomunati secondo il gruppo stesso, da un'ottica anticapitalista, antimperialista e antisionista.
Era comunque diffusa l'opinione che Lotta di Popolo potesse essere inclusa tra i movimenti dell'estrema destra neofascista, come sostenevano non solo i gruppi di sinistra ma anche le forze dell'ordine
Ciascun militante rivendicava un proprio percorso intellettuale, al di là della comune lettura di Proudhon e Sorel e di autori "provocatori" come Jack Kerouac, Allen Ginsberg, Henry Miller, Louis-Ferdinand Céline, Jean Lartéguy.
Tra i riferimenti si annoverano infatti anche figure di sinistra come Võ Nguyên Giáp, Malcolm X e soprattutto Che Guevara; un uomo, quest'ultimo, che aveva lasciato la poltrona di ministro delle Finanze a Cuba per combattere in Africa e morire in Bolivia, ed era considerato un eroe la cui figura andava oltre la destra e la sinistra.
I riferimenti politici e culturali erano peraltro assai diversi e toccavano René Guénon, Drieu La Rochelle, Julius Evola, André Malraux, l'esistenzialismo di Sartre, le interpretazioni della Scuola di Francoforte, i concetti di Heidegger, Jaspers, José Ortega y Gasset, le analisi di Gino Germani, Werner Sombart, Oswald Spengler.
II pensiero weberiano sull'etica protestante e la nascita del capitalismo venne utilizzato per interpretare le origini della dominazione culturale sulla società ma Friedrich Nietzsche fu scelto come rappresentante dello spirito di rivolta contro i vecchi valori.